# Dicranomyia (Dicranomyia) seposita
Dicranomyia (Dicranomyia) seposita is een tweevleugelige uit de familie steltmuggen (Limoniidae). De soort komt voor in het Neotropisch gebied.